# Crucifixión con la conversión del centurión
La Crucifixión con la conversión del centurión es una pintura al óleo sobre tabla (50,8 cm x 34,6 cm) de Lucas Cranach el Viejo, datada en 1536 y conservada en la Galería Nacional de Arte de Washington D. C. Existe una versión de alta calidad también en la Staatsgalerie de Aschaffenburg.

## Descripción e interpretación
La obra es un ejemplo típico de iconografía reformada de la que Cranach, amigo personal de Martín Lutero y de su círculo, fue uno de los primeros y más importantes intérpretes. Inicialmente, de hecho, la Reforma no fue en absoluto hostil a las imágenes, que a menudo se utilizaron como vehículo fundamental para la propaganda de las nuevas ideas.
En esta tabla Cranach representa la escena de la Crucifixión contra el fondo de un cielo oscurecido por cúmulos de nubes tormentosas, pero que se ilumina en el horizonte como en un nuevo amanecer. Es el momento de la muerte de Jesús, representado en el centro, frontalmente, con los dos ladrones a los lados dispuestos de perfil. Abajo están ausentes todos los tradicionales personajes de la iconografía católica (san Juan, las denominadas tres Marías, las piadosas mujeres...), solo se ve sobre el terreno pedregoso a un centurión a caballo, vestido elegantemente como un noble alemán de la época. Este, con un gesto de asombro que hace retroceder también al caballo, reconoce al verdadero Cristo y pronuncia la frase evangélica: WARLICH DISER MENSCH IST GOTES SVN GEWEST («En verdad este hombre era el Hijo de Dios», Marcos 15:39). Arriba se leen las últimas palabras pronunciadas por Jesús en la cruz justo antes de morir: VATER EN DEIN HET BEFIL ICH MEIN GAIST («Padre, en tus manos encomiendo mi espíritu», Lucas 23:46).
Los dos escritos están "clamorosamente" en alemán y no en el latín canónico: la traducción de las Sagradas Escrituras y el uso de las lenguas locales en las lecturas religiosas fue de hecho una de las contribuciones culturales más llamativas del luteranismo. Además, el episodio de la conversión del centurión era particularmente grato al protestantismo ya que fue tomado como ejemplo del precepto doctrinal de la "justificación solo por la fe" (en el cristianismo oriental, ortodoxo y católico la justificación es por la fe y las buenas obras).
Dispuestos según una escenografía bastante habitual en Cranach, las figuras claras de los tres ajusticiados (especialmente Cristo, subrayado por la blancura de la tira de tela que le cubre como paño de pureza y cuelga agitada por el viento a los lados de la cruz) destacan sobre el fondo oscuro. Incluso la aislada pero rotunda presencia del centurión a los pies de las cruces constituye un punto de atracción para la mirada del espectador, que lo lleva a seguir la línea de conjunción entre el rostro del caballero y el de Jesús.